# Геггінген
Геггінген (нім. Göggingen) — громада в Німеччині, знаходиться в землі Баден-Вюртемберг. Підпорядковується адміністративному округу Штутгарт. Входить до складу району Східний Альб.
Площа — 11,38 км2. Населення становить 2482 ос. (станом на 31 грудня 2020).